# 2e Screen Actors Guild Awards
De 2e Screen Actors Guild Awards, waarbij prijzen werden uitgereikt voor uitstekende acteerprestaties in film en televisie voor het jaar 1995, gekozen door de leden van de Screen Actors Guild, vonden plaats op 24 februari 1996 in het Santa Monica Civic Auditorium in Santa Monica. De prijs voor de volledige carrière werd uitgereikt aan Robert Redford.

## Film

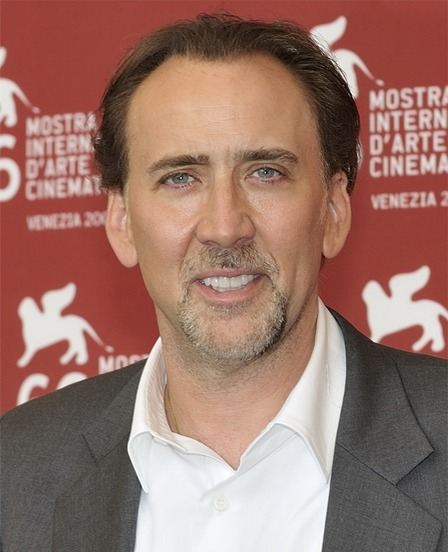
Nicolas Cage (Leaving Las Vegas), winnaar mannelijke acteur in een hoofdrol

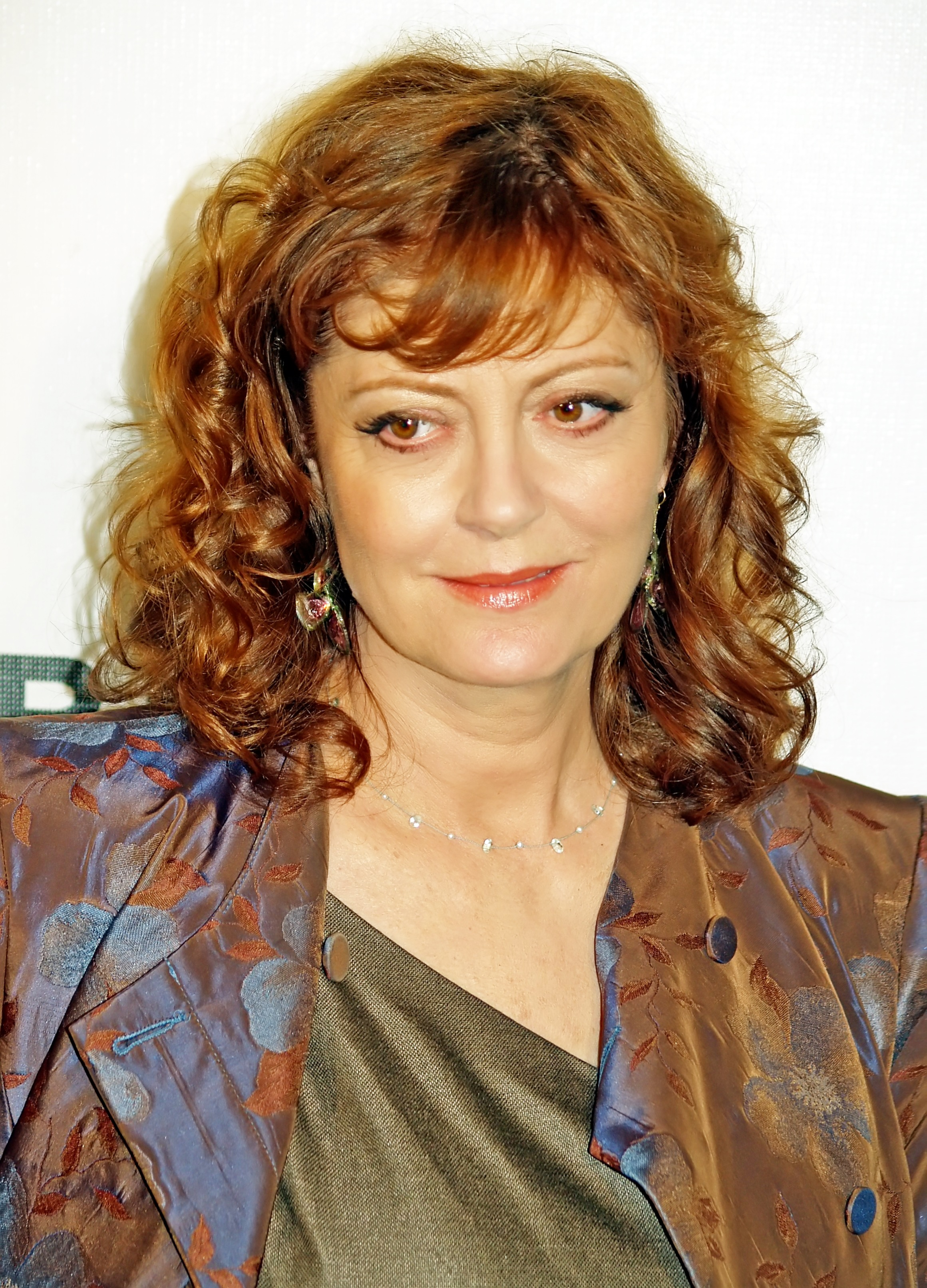
Susan Sarandon (Dead Man Walking), winnaar vrouwelijke acteur in een hoofdrol

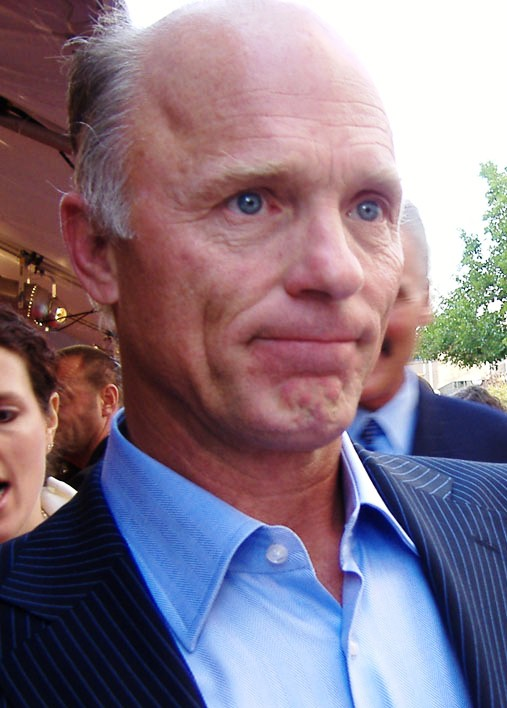
Ed Harris (Apollo 13), winnaar mannelijke acteur in een bijrol

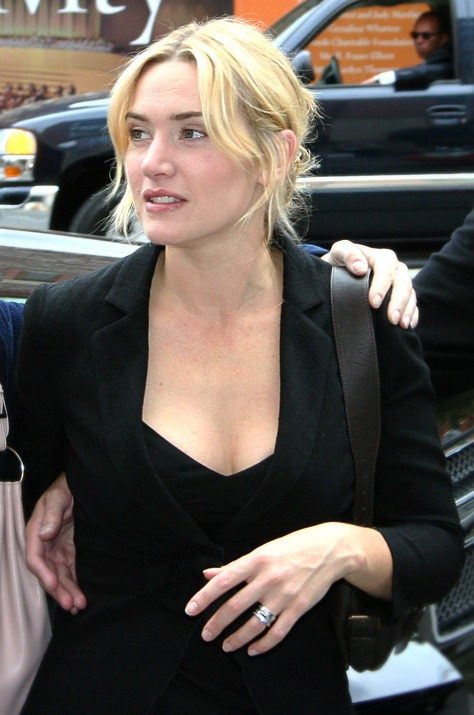
Kate Winslet (Sense and Sensibility), winnaar vrouwelijke acteur in een bijrol

De winnaars staan bovenaan in vet lettertype.

#### Cast in een film
Outstanding Performance by a Cast in a Motion Picture
- Apollo 13
  - Get Shorty
  - How to Make an American Quilt
  - Nixon
  - Sense and Sensibility

#### Mannelijke acteur in een hoofdrol
Outstanding Performance by a Male Actor in a Leading Role
- Nicolas Cage - Leaving Las Vegas
  - Anthony Hopkins - Nixon
  - James Earl Jones - Cry, the Beloved Country
  - Sean Penn - Dead Man Walking
  - Massimo Troisi - The Postman (Il Postino)

#### Vrouwelijke acteur in een hoofdrol
Outstanding Performance by a Female Actor in a Leading Role
- Susan Sarandon - Dead Man Walking
  - Joan Allen - Nixon
  - Elisabeth Shue - Leaving Las Vegas
  - Meryl Streep - The Bridges of Madison County
  - Emma Thompson - Sense and Sensibility

#### Mannelijke acteur in een bijrol
Outstanding Performance by a Male Actor in a Supporting Role
- Ed Harris - Apollo 13
  - Kevin Bacon - Murder in the First
  - Kenneth Branagh - Othello
  - Don Cheadle - Devil in a Blue Dress
  - Kevin Spacey - The Usual Suspects

#### Vrouwelijke acteur in een bijrol
Outstanding Performance by a Female Actor in a Supporting Role
- Kate Winslet - Sense and Sensibility
  - Stockard Channing - Smoke
  - Anjelica Huston - The Crossing Guard
  - Mira Sorvino - Mighty Aphrodite
  - Mare Winningham - Georgia

## Televisie

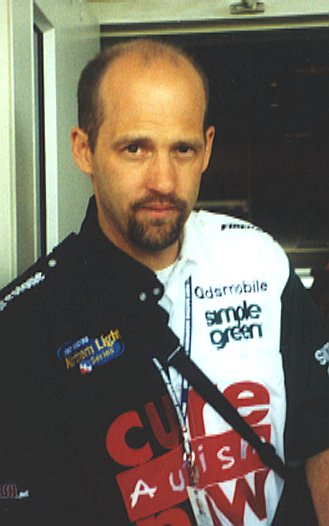
Anthony Edwards (ER), winnaar mannelijke acteur in een dramaserie

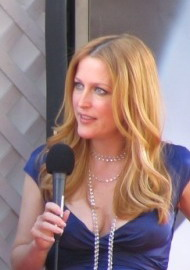
Gillian Anderson (The X-Files), winnaar vrouwelijke acteur in een dramaserie

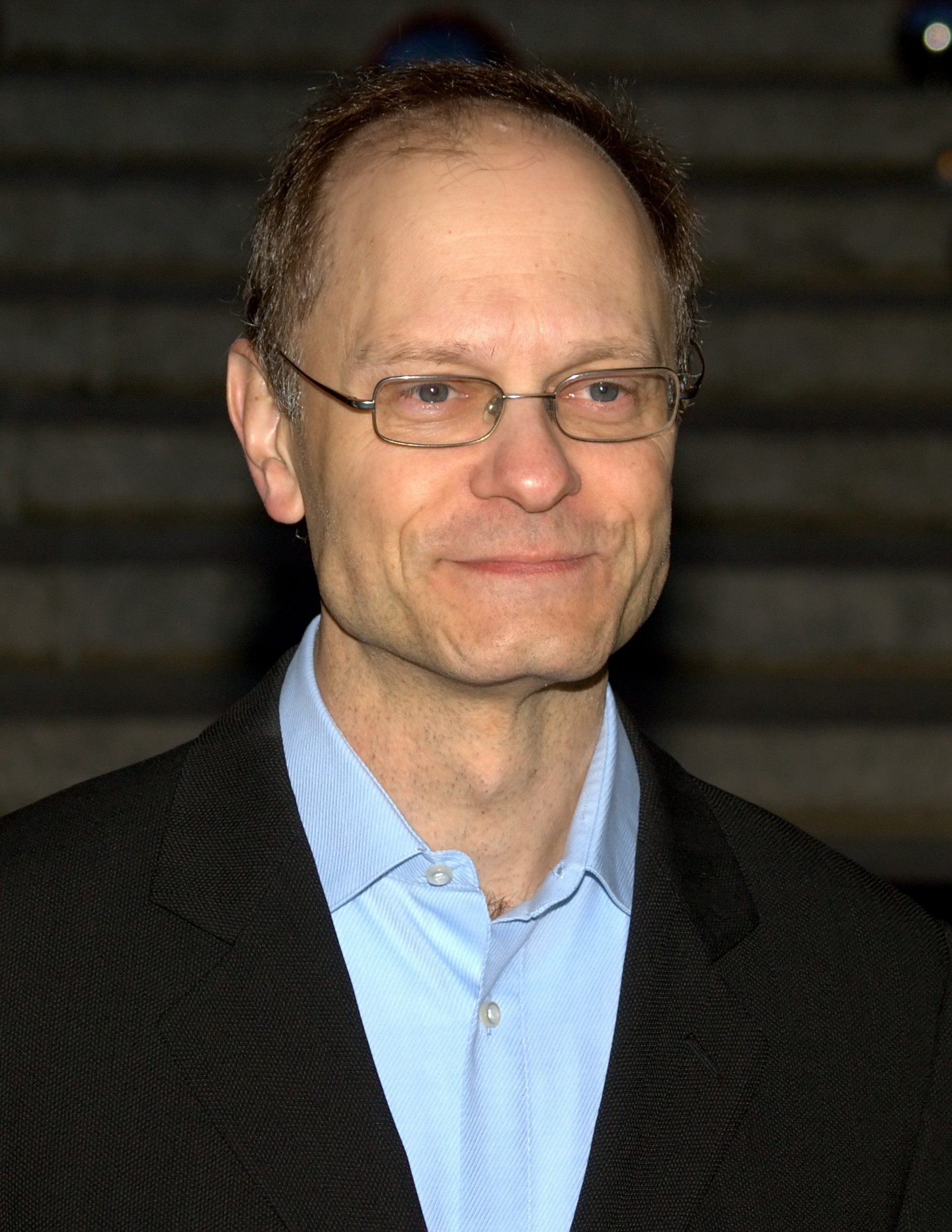
David Hyde Pierce (Frasier), winnaar mannelijke acteur in een komedieserie

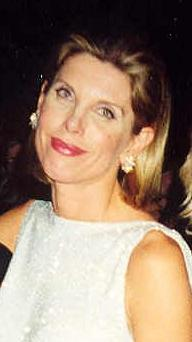
Christine Baranski (Cybill), winnaar vrouwelijke acteur in een komedieserie

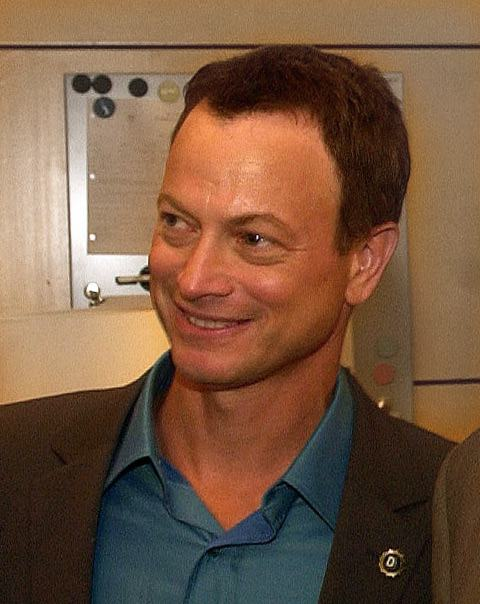
Gary Sinise (Truman), winnaar mannelijke acteur in een miniserie of televisiefilm

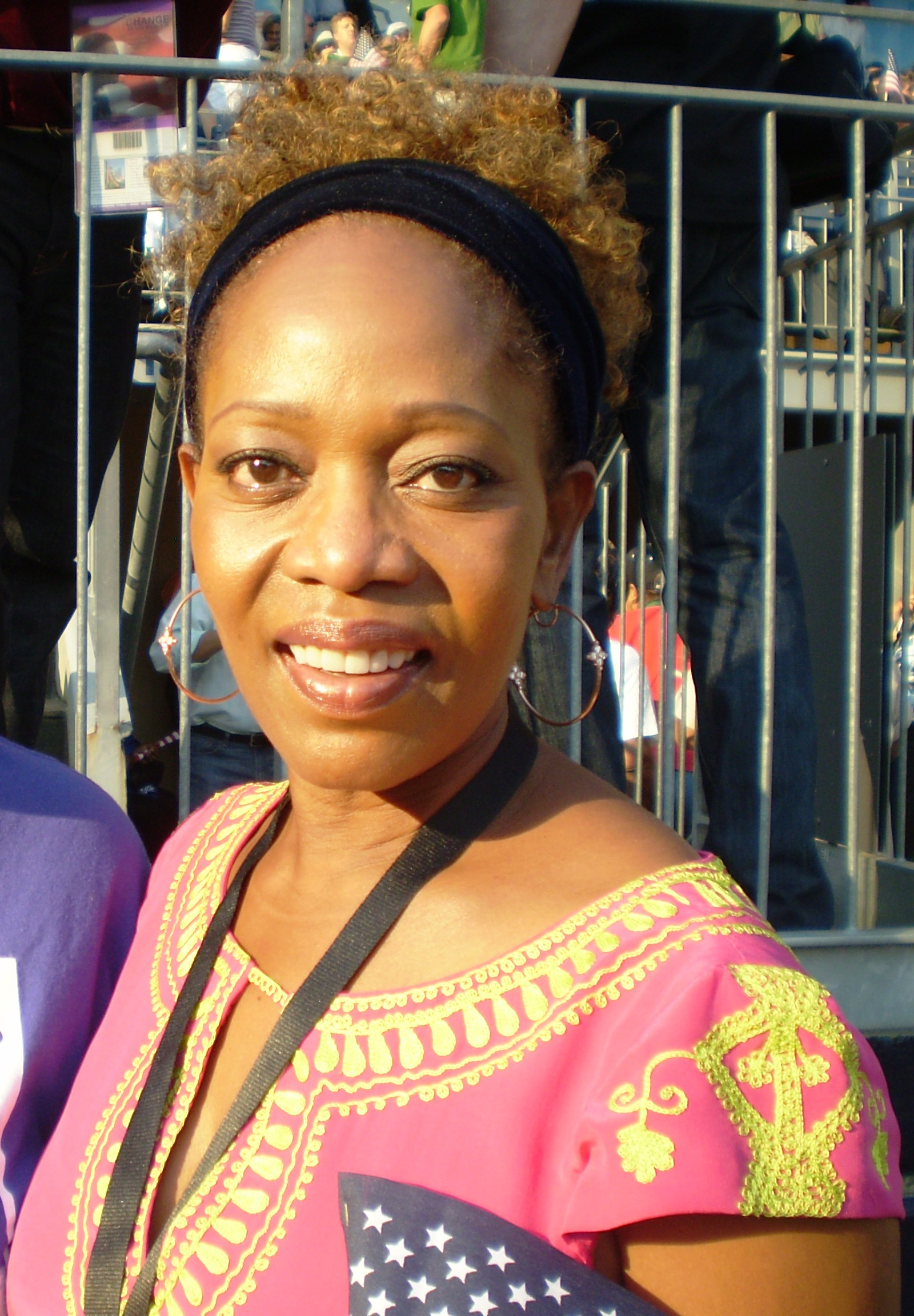
Alfre Woodard (The Piano Lesson, Hallmark Hall of Fame), winnaar vrouwelijke acteur in een miniserie of televisiefilm

De winnaars staan bovenaan in vet lettertype.

#### Ensemble in een dramaserie
Outstanding Performance by an Ensemble in a Drama Series
- ER
  - Chicago Hope
  - Law & Order
  - NYPD Blue
  - Picket Fences

#### Mannelijke acteur in een dramaserie
Outstanding Performance by a Male Actor in a Drama Series
- Anthony Edwards - ER
  - George Clooney - ER
  - David Duchovny - The X-Files
  - Dennis Franz - NYPD Blue
  - Jimmy Smits - NYPD Blue

#### Vrouwelijke acteur in een dramaserie
Outstanding Performance by a Female Actor in a Drama Series
- Gillian Anderson - The X-Files
  - Christine Lahti - Chicago Hope
  - Sharon Lawrence - NYPD Blue
  - Julianna Margulies - ER
  - Sela Ward - Sisters

#### Ensemble in een komedieserie
Outstanding Performance by an Ensemble in a Comedy Series
- Friends
  - Cybill
  - Frasier
  - Mad About You
  - Seinfeld

#### Mannelijke acteur in een komedieserie
Outstanding Performance by a Male Actor in a Comedy Series
- David Hyde Pierce - Frasier
  - Jason Alexander - Seinfeld
  - Kelsey Grammer - Frasier
  - Paul Reiser - Mad About You
  - Michael Richards - Seinfeld

#### Vrouwelijke acteur in een komedieserie
Outstanding Performance by a Female Actor in a Comedy Series
- Christine Baranski - Cybill
  - Candice Bergen - Murphy Brown
  - Helen Hunt - Mad About You
  - Lisa Kudrow - Friends
  - Julia Louis-Dreyfus - Seinfeld

#### Mannelijke acteur in een miniserie of televisiefilm
Outstanding Performance by a Male Actor in a Television Movie or Miniseries
- Gary Sinise - Truman
  - Alec Baldwin - A Streetcar Named Desire
  - Laurence Fishburne - The Tuskegee Airmen
  - James Garner -  The Rockford Files: A Blessing in Disguise
  - Tommy Lee Jones - The Good Old Boys

#### Vrouwelijke acteur in een miniserie of televisiefilm
Outstanding Performance by a Female Actor in a Television Movie or Miniseries
- Alfre Woodard - The Piano Lesson, Hallmark Hall of Fame
  - Glenn Close - Serving in Silence
  - Sally Field - A Woman of Independent Means
  - Anjelica Huston - Buffalo Girls
  - Sela Ward - Almost Golden: The Jessica Savitch Story